# Neurone
Struttura tipica di un neurone
Il neurone è l'unità cellulare che costituisce il tessuto nervoso, il quale concorre alla formazione del sistema nervoso, insieme alle cellule della neuroglia e al tessuto vascolare. Grazie alle sue peculiari proprietà fisiologiche e chimiche è in grado di ricevere, elaborare e trasmettere impulsi nervosi sia eccitatori che inibitori, nonché di produrre sostanze denominate neurosecreti.

## Descrizione

### Anatomia

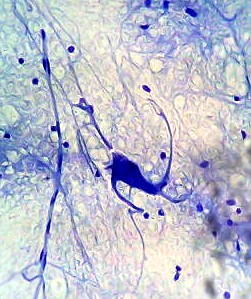
Neurone al microscopio ottico

La parte centrale del neurone è chiamata soma o corpo cellulare, ed è costituita dal pirenoforo, in cui risiede il nucleo, e dagli altri organelli deputati alle principali funzioni cellulari (apparato di Golgi, neurofilamenti, neurotubuli, granuli di pigmento, sostanza tigroide, mitocondri, nucleo, reticolo endoplasmatico liscio e rugoso). Le cellule nervose presentano poi all'interno del soma una zona che, fissata in laboratorio con alcol e colorata con blu di metilene, si colora a macchia di leopardo. Questa zona assume il nome di zolla di Nissl o sostanza tigroide e rende la cellula nervosa ancora più riconoscibile a una sezione istologica.
Dal corpo cellulare hanno origine prolungamenti citoplasmatici, detti neuriti, che sono i dendriti e l'assone. I dendriti, che hanno diramazioni simili a un albero, ricevono segnali da neuroni afferenti e li propagano in direzione centripeta (verso il pirenoforo). La complessità dell'albero dendritico rappresenta uno degli aspetti determinanti della morfologia neuronale e del numero di segnali ricevuti dal neurone. A differenza dell'assone i dendriti non sono dei buoni conduttori dei segnali nervosi i quali tendono a diminuire di intensità. Inoltre i dendriti si assottigliano fino al punto terminale e contengono poliribosomi.
L'assone conduce invece il segnale in direzione centrifuga verso altre cellule. Ha un diametro uniforme ed è un ottimo conduttore grazie agli strati di mielina (la sua velocità di trasmissione è di circa 150 m/s ovvero 540 km/h). Nell'assone di alcuni tipi neuronali può avvenire la sintesi proteica di neurotrasmettitori, proteine cargo e mitocondriali. La parte finale dell'assone è un'espansione detta bottone sinaptico. Attraverso questi bottoni un assone può prendere contatto con i dendriti o il corpo cellulare di altri neuroni affinché l'impulso nervoso si propaghi, con una reazione a catena, lungo un circuito neuronale.

Diagramma completo di una cellula neuronale.

Oltre ai neuroni, il sistema nervoso è composto dalle cellule gliali, più numerose, con funzione di sostegno e fondamentali per l'integrità strutturale e funzionale del sistema nervoso. In molti animali gli assoni delle cellule del sistema nervoso periferico sono ricoperti da due membrane protettive, che isolano l'assone impedendo la dispersione degli impulsi elettrici. La membrana più esterna prende il nome di neurolemma o guaina di Schwann, quella più interna di guaina mielinica. Lungo il neurolemma sono presenti delle strozzature, in corrispondenza delle quali la guaina mielinica si interrompe, dette nodi di Ranvier, (in questo punto in cui non si trova la mielina si ha una piccola dispersione di carica).
I neuroni del sistema nervoso simpatico (che trasmettono cioè impulsi elettrici a muscoli involontari) non presentano in genere la guaina mielinica, mentre altri neuroni mancano invece del neurolemma (ad es. il nervo ottico).

### Trasmissione dell'impulso elettrico

Esempio di sinapsi so-somatica. All'arrivo del potenziale d'azione, la depolarizzazione della membrana del terminale sinaptico determina la fusione delle vescicole sinaptiche con la membrana presinaptica. Il mediatore viene rilasciato nello spazio sinaptico, interagisce con recettori presenti sulla membrana postsinaptica del secondo neurone e determina effetti p.es. apertura di canali ionici, risposte metaboliche, etc. Il mediatore viene rimosso dallo spazio sinaptico e la sinapsi è pronta a un nuovo ciclo.

La struttura intervallata della guaina mielinica permette all'impulso elettrico di "saltare" da un nodo di Ranvier all'altro ed essere trasmesso così più velocemente da neurone a neurone; si parlerà, in questo caso, di conduzione saltatoria, mentre per l'impulso che viaggia su tutta la fibra si parlerà di conduzione puntiforme; quest'ultima è tipica dei nervi periferici (presenti per es. negli arti). Gli impulsi elettrici (spike) sono generati grazie a un meccanismo di polarizzazione e depolarizzazione della membrana del neurone, che agisce con un movimento ondulatorio. Si parla infatti di onde polarizzatrici e depolarizzatrici che si susseguono all'interno delle fibre.
Il sistema garantisce la propagazione degli impulsi elettrici lungo l'assone, con una velocità di circa 150 m/s.
Si definisce frequenza di scarica o frequenza d'innervazione del neurone, lo spike al secondo (Fi=spike/s).

### Neurotrasmettitori
Esistono vari tipi di neurotrasmettitori trasportati dal sistema nervoso:
- acetilcolina: molecola organica contenente azoto, ha un importante ruolo nell'encefalo e nelle sinapsi di collegamento tra neuroni motori e cellule muscolari, può avere funzione eccitante nel sistema nervoso centrale, tramite la contrazione dei muscoli scheletrici, o funzione inibitoria nel sistema nervoso parasimpatico, tramite il rallentamento del battito cardiaco;[3]
- ammine biogene: molecole derivanti dagli amminoacidi, comprendono sostanze che agiscono anche come ormoni:
  - adrenalina (eccitante);
  - noradrenalina (eccitante);
  - serotonina;
  - dopamina (eccitante);
- adenosina (calmante, provoca sonnolenza);
- amminoacidi:
  - acido aspartico (eccitante)
  - acido glutammico (eccitante)
  - glicina (inibitore)
  - acido gamma-amminobutirrico (inibitore)
- peptidi:
  - sostanza P (eccitante, media la percezione del dolore);
  - endorfine (diminuiscono il dolore nei momenti di stress);
- monossido di azoto.

## Classificazioni di neuroni
È possibile classificare i neuroni da un punto di vista morfologico, funzionale e citochimico.

### Classificazione morfologica
Sotto un profilo prettamente morfologico è possibile classificare i neuroni in base a:
1) Numero e modalità di ramificazione dei prolungamenti:
1. neuroni unipolari: se presentano un tipo di prolungamento con valore di assone e il pirenoforo con valore di sito recettore; esempi di neuroni unipolari sono i neuroni embrionali e i neuroni sensitivi primari (olfattivi e visivi) nell'adulto;
2. neuroni bipolari: se presentano un assone e un solo dendrite; i due prolungamenti si dipartono dagli antipodi del soma e dunque si parla più correttamente di neuroni oppositopolari;
3. neuroni multipolari: se presentano un assone e molteplici dendriti, questi ultimi di solito presentano aspetto arborescente; a questa classe appartengono anche i neuroni di tipo I e II del Golgi;
4. neuroni pseudounipolari: se sembrano presentare un solo tipo di prolungamento. Essi derivano da un neurone oppositopolare in cui si è verificato un accrescimento eccentrico del pirenoforo con conseguente divisione del prolungamento assonico che porta un singolo assone a separarsi in due ramificazioni. Seppur entrambi dotati di membrana mielinica, uno di essi assume una funzione dendritica (pur rimanendo tecnicamente un assone). Dalla ramificazione del singolo assone ne deriva la caratteristica forma a "T". Esempi di neuroni pseudounipolari sono i neuroni gangliari.

2) Aspetto formale (sono descritti solo i tre tipi più rappresentativi):
1. cellule piramidali: a forma di piramide, i dendriti alla base si distribuiscono in senso orizzontale, mentre il dendrite apicale si sviluppa in altezza. L'assone in genere si dirige verso le zone più interne della corteccia, spesso entrando nella sostanza bianca sottocorticale;
2. cellule stellate: a forma di stella, definite anche granuli, i dendriti si ramificano nelle immediate vicinanze del soma, e l'assone può contattare cellule adiacenti oppure finire in uno strato inferiore o superiore della corteccia cerebrale;
3. cellule fusiformi: a forma di fuso con alle estremità due ciuffi dendritici. L'assone in genere abbandona la corteccia, ma in alcuni casi può ascendere a strati più superficiali.

3) Comportamento del prolungamento assonico:
1. neuroni di tipo I del Golgi (neuroni di proiezione): se il neurite è molto sviluppato in lunghezza e mantiene la propria individualità formale nel groviglio di fibre nervose;
2. neuroni di tipo II del Golgi (neuroni a circuito locale): se il neurite è poco sviluppato in lunghezza e perde la propria individualità nel groviglio di fibre nervose.

### Classificazione funzionale
In base alla funzione e alla direzione di propagazione dell'impulso nervoso è possibile suddividere i neuroni in tre tipi:
1. neuroni sensoriali o afferenti: partecipano all'acquisizione di stimoli, trasportando le informazioni dagli organi sensoriali al sistema nervoso centrale. Le fibre composte da assoni di questo tipo di neuroni sono chiamate afferenti. Essi sono rappresentati dalle cellule gangliari (derivate dalle creste neurali) e dalle cellule sensitive primarie olfattive e visive (derivate rispettivamente dai placoidi olfattivo e ottico);
2. interneuroni o neuroni intercalari (neurone con ingresso un neurone e uscita un neurone): all'interno del sistema centrale, integrano i dati forniti dai neuroni sensoriali e li trasmettono ai neuroni motori;
3. neuroni motori o efferenti (detti anche motoneuroni): emanano impulsi di tipo motorio agli organi della periferia corporea. In ambito neuroanatomico si tende a distinguerli in somatomotori (o motoneuroni propriamente detti), i cui assoni formano fibre chiamate efferenti, e visceroeffettori. I primi innervano la muscolatura striata volontaria dell'organismo, tra essi esiste un'ulteriore sottoclassificazione in motoneuroni α (alfa), ossia responsabili dell'effettiva contrazione delle fibre muscolari striate, e motoneuroni γ (gamma), che innervano organi sensoriali propriocettivi detti fusi neuromuscolari intercalati nella compagine muscolare. I secondi (visceroeffettori) danno origine a fibre dette visceroeffettrici, ma meglio definibili come pregangliari, poiché fanno sempre capo a un secondo neurone localizzato in un ganglio simpatico o parasimpatico, da cui origina la fibra postgangliare. Tali neuroni agiscono nell'ambito delle risposte involontarie o viscerali a determinati stimoli (es. costrizione della tigre muscolatura liscia, secrezione ghiandolare).

### Classificazione citochimica
È possibile catalogare i neuroni in base al neurotrasmettitore primario in cinque classi:
1. neuroni aminergici, divisi a loro volta in:
  - monoaminergici: se sfruttano come neurotrasmettitori le monoamine biogene (serotonina e catecolamine);
  - colinergici: se sfruttano come neurotrasmettitore l'acetilcolina;
  - aminoacidergici: se sfruttano come neurotrasmettitori gli aminoacidi o frammenti di essi. Tra questi ricordiamo i neuroni GABAergici con funzione inibitoria e i neuroni glutammatergici con funzione eccitatoria rispetto ai precedenti;
2. neuroni purinergici: una categoria ristretta di neuroni che usa come neurotrasmettitori le basi puriniche. Hanno funzione di inibizione;
3. neuroni peptidergici, divisi a loro volta in:
  - neuroni peptidergici del sistema magnocellulare ipotalamo-ipofisario: impegnati nell'elaborazione di ADH e ossitocina;
  - neuroni peptidergici del sistema parvicellulare ipofisiotropico: impegnati nell'elaborazione di fattori di rilascio e di inibizione degli ormoni adenoipofisari;
  - neuroni peptidergici extraipotalamici centrali e periferici: isolati in territori endocrini del sistema neuroendocrino diffuso;
4. neuroni nitrossidergici: se sfruttano come neurotrasmettitore il nitrossido gassoso. I neuroni in grado di secernere nitrossido possiedono l'enzima nitrossido-sintetasi;
5. neuroni anandaminergici: se sfruttano come neurotrasmettitori gli endocannabinoidi.